# José Pereira da Costa (historiador)
José Pereira da Costa (Angra do Heroísmo, 5 de Abril de 1922 — Funchal, 25 de Dezembro de 2010) foi um historiador português. conservador e 4.° director do Arquivo Nacional da Torre do Tombo de 1966 a 1988, director do Arquivo Distrital do Funchal, e até à data da sua morte, presidente do Centro de Estudos de História do Atlântico (CEHA).

## Biografia
Pereira da Costa licenciou-se em 1947, pela Faculdade de Letras da Universidade de Coimbra, em Filologia Clássica, sendo nomeado a 22 de Março de 1952 conservador do Arquivo Nacional da Torre do Tombo.
A 24 de Maio de 1955 tomou posse do cargo de director do Arquivo Distrital do Funchal, exercendo esse cargo até 19 de Julho de 1966, data em que tomou posse como director do Arquivo Nacional da Torre do Tombo onde permaneceu até 18 de Janeiro de 1988, quando se aposentou.
Entre 1963 e Julho de 1981 exerceu funções de inspector de Bibliotecas da Fundação Calouste Gulbenkian.
O seu nome está também ligado à construção do novo edifício para a Torre da Tombo, na Cidade Universitária de Lisboa.
Em 1985, José Pereira da Costa integrou a Comissão Instaladora do Centro de Estudos de História do Atlântico (CEHA) como vogal, sendo nomeado presidente dessa instituição a 1 de Setembro de 1997, sob proposta do secretário regional do Turismo e Cultura, cargo que exerceu até à data da sua morte.
Entre 1990 e 1996, José Pereira da Costa foi ainda assessor para a Cultura do Secretário Regional do Turismo e Cultura da Madeira.